# Гюнівка (Василівський район)

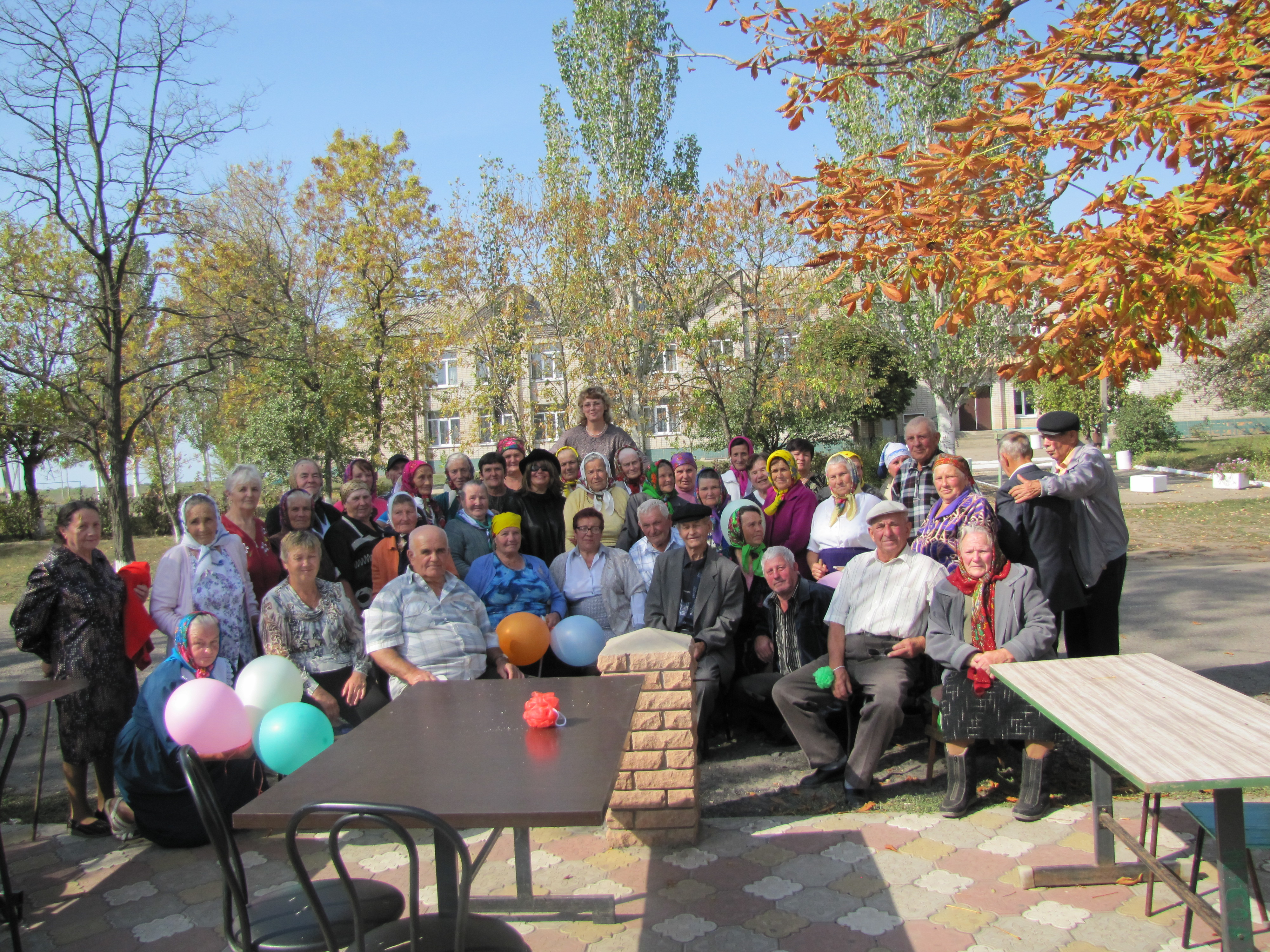
День похилого віку у с. Гюнівка

Гю́нівка — село в Україні, у Василівському районі Запорізької області. Населення становить 720 осіб. Орган місцевого самоврядування — Гюнівська сільська рада.

## Географія
Село Гюнівка знаходиться за 1,5 км від села Зелена Балка і за 5 км від села Велика Білозерка. На південно-східній околиці села бере початок балка Майчекрак.

## Назва
До 1958 року мало назву Гунівка.

## Історія
Село засноване у 1861 році вихідцями з Київської та Харківської губерній.
Станом на 1886 рік в селі Верхньо-Рогачицької волості Мелітопольського повіту Таврійської губернії мешкало 962 особи, налічувалось 152 двори, існували православна церква, лавка, 2 гончарні.
Пізніше, на відстані 5-6 км від села в північно — західному напрямі було засновано економію німцями (братами Судорман), яка називалась Майчекрак.
З 1890 по 1897 роки в селі з'явились заможні селяни: Микита Богдан, Григорій Радін, які за безцінь скуповували землі.
1917 рік — встановлена радянська влада. На селі створено організацію КНС (комітет незаможних селян). Через цю організацію держава надавала допомогу селянам у веденні сільського господарства.
Першими організаторами КНС були: Кузьма Сидоренко та Левко Тарасенко. В 1926 році була створена перша невелика організація (спілка) по спільному обробітку землі. Організатори: Федір Сидоренко, Михайло Півтораус.
Весною 1928 року створена велика організація по спільній обробці землі — «Розсвіт», у південній частині села по вул. Зелена. Організатор — Зінько Онищенко. В 1929 році в селі організовано ще три  таких  організації: «Заповіт Ілліча», «Комунар» та «Максим Горький» . На базі цих організацій утворені колгоспи, яких на території   Гюнівської сільської ради  до 1941 року налічувалось чотири: «Заповіт Ілліча», «Червоний Хлібороб», «Розсвіт»  та  колгосп  ім..Чкалова. До Гюнівської сільської  ради  на той час входило вже три населених пункти: с. Гюнівка, с. Садове, хутір Майчекрак.
З вересня 1941 року по жовтень 1943 рік  села окуповано. Влада в  руках  німецького коменданта Альберта  Штулермана — колгоспи  зруйновані, знищена матеріальна база.
28 жовтня 1943 року військами четвертого Українського фронту Гунівку  звільнено від окупантів.
Рішенням облвиконкому за № 658 від 26.09.1958 року село Гунівка перейменовано на Гюнівку.
1950 рік — рішенням загальних зборів  всі колгоспи об'єднуються в один  -«Заповіт Ілліча» . Першим головою єдиного великого господарства був Попов Федір Федорович. Заступник –Бойко Терентій Якович.
З 1952 по 1969 рік господарство очолює фронтовик Борисенко Олексій Йосипович.
В 1970 році колгосп реформовано в радгосп «Заповіт Ілліча». По 1985 рік радгосп очолює Несен Олександр  Харлампович. Діяльність господарства — вирощування зернових, соняшника, тваринництва.
1985 рік. Господарство  змінює основне направлення і стає виробником  сортового насіння. Правління радгоспу очолює Мигрін Микола Іванович.
1997 рік. На підставі наказу Запорізького регіонального фонду  державного
майна № 320 від 14.03.1997 насінницьке господарство «Заповіт Ілліча» перейменовано у відкрите акціонерне товариство "Агрофірма «Гюнівська».
В 2012 році рішенням акціонерних зборів ВАТ "Агрофірма «Гюнівська»  перейменовано на ПАТ "Агрофірма «Гюнівська»

## Населення
За переписом населення України 2001 року в селі мешкало 715 осіб.

### Мова
Розподіл населення за рідною мовою за даними перепису 2001 року:

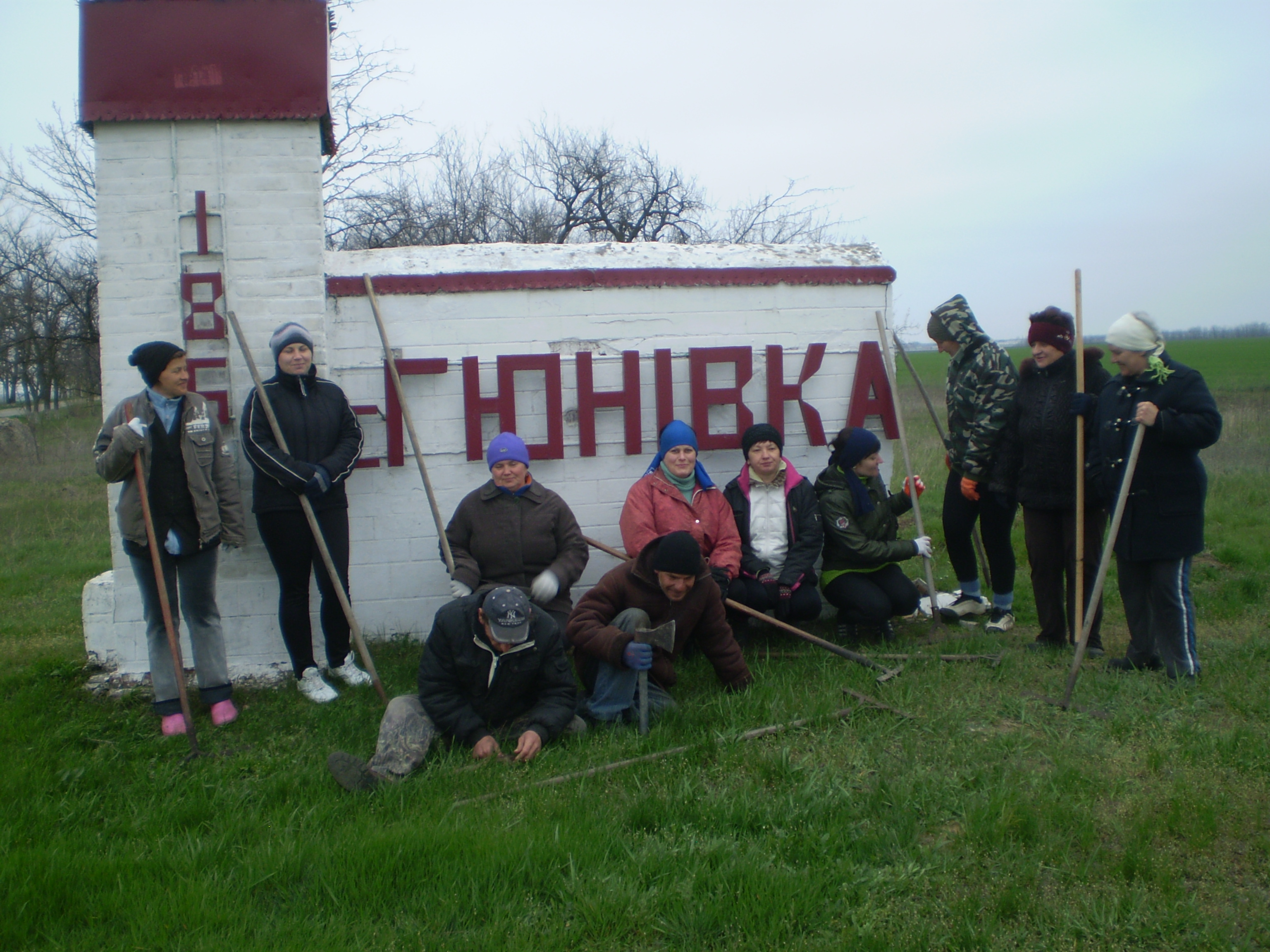
Гюнівка (Великобілозерський район)

| Мова       | Відсоток |
| ---------- | -------- |
| українська | 95,14 %  |
| російська  | 4,86 %   |